# Yuvapınar, Gölköy
Yuvapınar là một xã thuộc huyện Gölköy, tỉnh Ordu, Thổ Nhĩ Kỳ. Dân số thời điểm năm 2010 là 108 người.